# 粉彩回憶
《粉彩回憶》是由FuRyu所發行的手機遊戲，2017年10月23日開始營運。2018年2月23日宣布改編為電視動畫，同年10月5日確定於2019年1月播出，於2019年8月6日下午3點結束營運。

## 故事簡介
20XX年，被稱為御宅族聖地的秋葉原所盛行的御宅文化開始衰退。在秋葉原經營御宅商店「兔小屋總店」的店長在神秘兔子「扭曲兔子」的引導下，知道了御宅文化衰退的原因是被一種名為病毒的怪物所影響，而扭曲兔子能給予在店裡打工的女孩變身的能力，希望她們消滅病毒並找回消失的御宅文化。

## 登場角色

### 兔小屋總店
店長
兔小屋總店的店長，從祖父那裡繼承了店面。本身對病毒免疫並且記得大多數的作品，因此成為女孩們進入作品世界的媒介。
淺木泉水（聲：新田日和）
皋月橋高中二年級生。跟店長從小是青梅竹馬。
榊亞矢香（聲：鳥部萬里子）
皋月橋高中二年級生，泉水的好友。有著蒐集BL書籍的興趣。
少年漫畫忠實粉絲，但只要有旁人對少年漫畫相關設定有意見，突然會進入“令人畏懼”的認真模式並說著少年漫畫精髓&美妙之處，受害者呈現彷彿被洗腦而神智不清。
伊莉娜·列斯科娃（聲：內山夕實）
皋月橋高中三年級生，從俄羅斯來到日本留學。個性認真。熱愛日本文化。
二條院薰子（聲：藤井幸代）
優良木之坂高中二年級生，二條院財閥的大小姐。是位完美主義者，既使中途遇到困境，不論如何總能想出突破困境的方法。
町屋結衣奈（聲：村川梨衣）
優良木之坂高中三年級生。個性自由奔放且感情豐富，有著如同貓咪般的個性。
江戶川橋美智（聲：大空直美）
優良木之坂高中一年級生。個性沉默寡言且散發神秘氣質。
千住南海（聲：山本亞衣）
鶯里高中三年級生。小時候曾住在京都因此會說京都方言。擅長料理與家事，因而擔任店裡的經理。
舞子智真理（聲：小倉唯）
鶯里高中一年級生。個性認真有禮貌，但性格膽小，受驚嚇過度時會馬上昏倒。也會沿用日本戰國武將的名句來表達。
目白渚央（聲：金元壽子→花守由美里）
鶯里高中一年級生。打扮較為男孩子氣。擅長運動。
但其實不擅長料理，所做出的菜色十分不理想。只要有旁人稱讚就突然性格變得很少女化，連料理水準也跟著變好，但只要冷靜下來就會變回原本性格。
來島怜（聲：久保百合花）
綾巴學園高中二年生。喜歡可愛的東西，個性不坦率。
里中小町（聲：戶田惠）
綾巴學園高中二年生。總是攜帶著相機。
六鄉沙織（聲：小岩井小鳥）
綾巴學園高中一年生。擅長發明物品並已取得多項專利。
有隱性人格，每個月某天會突然變得非常消極甚至不那麼主動，過完一天後就能變回原性格，但不記得自己在消極時發生甚麼事。
扭曲兔子（聲：森永千才）
兔小屋總店的吉祥物，能給予女孩們進入各種作品中擊敗病毒的能力。

### 黑色菁英
摩耶（聲：高橋智秋）
黑色菁英的幹部。

## 用語
作品世界
與現實對應作品而誕生的世界，也存在多數作品的世界。
Memories變身
因了解這部作品要素而產生此能力，喊Memories變身後會變成符合該作品風格的角色。
黑色菁英
破壞世界的夢想的邪惡組織，並將母病毒寄送作品世界進行侵略。

## 電視動畫
2019年1月7日至3月25日於TOKYO MX播放，全12話。

### 製作人員
- 原作：粉彩回憶（FuRyu（日语：フリュー））[6]
- 監督：篠崎康行
- 助監督：山田弘和
- 系列構成：玉井☆豪
- 角色原案：[7]
- 角色設計：瀨川真矢[7]
- 道具設計：吉井弘幸
- 美術監督：葛琳
- 美術設定：高橋麻穗
- 色彩設計：井上聰、安田康則
- 特殊效果：村上朋輝
- 攝影監督：林昭夫
- 剪輯：齋藤朱里
- 音響監督：今泉雄一（日语：今泉雄一）
- 音樂：立山秋航（日语：立山秋航）
- 音樂製作人：金谷雄文
- 音樂導演：安谷屋真之
- 音樂制作：MAGES.（日语：MAGES.）[6]
- 動畫製作：project No.9[7]
- 製作：「粉彩回憶」製作委員會

### 主題曲
片頭曲「Believe in Sky」
作詞：森由里子、野村勇輔，作曲、編曲：野村勇輔，主唱：今井麻美
片尾曲「Sparkle☆Power」（第2－8、10－12話）
作詞：葉月美子，作曲、編曲：田中俊亮，主唱：Iketeru Hearts
插入曲「Changing!」（第12話）
作詞、作曲：ヒゲドライバー，編曲：emon、ゆよゆっぺ，主唱：淺木泉水（新田日和）&榊亞矢香（鳥部萬里子）

### 各話列表
| 話數   | 日文標題 | 中文標題                   | 劇中作品世界對應原作作品                                                          | 劇本             | 分鏡                   | 演出              | 作畫監督                                                  |
| ------ | -------- | -------------------------- | --------------------------------------------------------------------------------- | ---------------- | ---------------------- | ----------------- | --------------------------------------------------------- |
| 第1話  |          | 歡迎來到兔小屋總店         | 請問您今天要來點兔子嗎？                                                          | 玉井☆豪          | 篠崎康行               | 篠崎康行 山田弘和 | 安田響、堀光明 新垣一成、南東壽幸 野口和夫                |
| 第2話  |          | 就算你問我要點些什麼……     | 請問您今天要來點兔子嗎？                                                          | 玉井☆豪          | 篠崎康行 及川啟        | 上田慎一郎        | 堀光明、野口和夫 林隆祥                                   |
| 第3話  |          | 這就是薔薇色少女           | 薔薇少女                                                                          | 杉澤悟           | 中山洋                 | 星野真            | 吉田翔太、渡邊瑠璃子 服部益實、田內亞矢子 永田善敬        |
| 第4話  |          | 小學生最棒了！             | 蘿球社！                                                                          | 杉澤悟           | 佐野隆史               | 宇都宮正記        | 那須野文、野口和夫 奧野浩行                               |
| 第5話  |          | 這樣這樣這樣，對嗎？       | 龍王的工作！                                                                      | 金子祐介 玉井☆豪 | 齋藤久                 | 伊部勇志          | 染谷友梨花、奧野浩行 林明日香、白井里江 南東壽幸            |
| 第6話  |          | 我…我才不喜歡倉鼠呢……      | 哈姆太郎                                                                          | 玉井☆豪          | 齋藤哲人               | 山田晃            | 原田峰文                                                  |
| 第7話  |          | 當勇者能賺錢嗎？           | 勇者鬥惡龍 夢幻之星II 不歸的終點(戰鬥介面) 魔界村                                 | 杉澤悟           | 龜井幹太               | 西片康人          | 奧野浩行、林隆祥 津幡佳明、飯塚葉子 佐藤桂                |
| 第8話  |          | 對決！料理對戰！           | 美味大挑戰 妙手小廚師 食戟之靈                                                    | 玉井☆豪          | 南川達馬               | 加藤顯            | 野口和夫、佐藤勝行                                        |
| 第9話  |          | 目標 戀愛達人              | 純愛手札                                                                          | 中條元史         | 星川孝文               | 中山              | 原美枝子、川野義之                                        |
| 第10話 |          | 永別了，扭曲兔子……         | 聖鬥士星矢 魁！！男塾 熱拳本色(招式) 北斗神拳(招式) 幽遊白書(招式) 第一神拳(招式) | 中條元史         | 山田雅之               | 山田雅之          | 野口和夫、林信秀 林明日香、服部憲知 堀光明                |
| 第11話 |          | 決戰，秋葉原！真的假的！？ | 新世紀福音戰士(該作品的背景以及人物) 勇者系列(該作品的主角機-EXCEED)              | 玉井☆豪          | 山田浩之               | 上田慎一郎        | 岩田龍治 鐵人動畫（唐遠見、陳亮 楊國福、楊彤琤 黃鳳）     |
| 第12話 |          | 粉彩回憶                   | 新世紀福音戰士(該作品的背景以及人物) 勇者系列(該作品的主角機-EXCEED)              | 玉井☆豪          | 山田浩之 奧田誠治 朝倉 | 奧野浩行          | 奧野浩行、森悅史 林明日香、原田幸枝 堀光明、櫻井司 唐遠見 |

### 播放電視台
日本地區於2019年1月7日至3月25日24時30分（UTC+9）於TOKYO MX首播。

### BD
| 卷數 | 發行日期     | 收錄話數                  | 規格編號    |
| ---- | ------------ | ------------------------- | ----------- |
| 1    | 2019年6月5日 | 第3話-第12話、第1話修正版 | AMUANM-3171 |

## 外部連結
- 手機遊戲《粉彩回憶》官方網站（日語）
- 電視動畫《粉彩回憶》官方網站 （页面存档备份，存于）（日語）
- 粉彩回憶官方帳號的X（前Twitter）（日語）